# Леоновка (Макаровский район)
Леоновка (укр. Леонівка) — село, входит в Макаровский район Киевской области Украины.
Население по переписи 2001 года составляло 102 человека. Почтовый индекс — 08073. Телефонный код — 4578. Занимает площадь 0,82 км². Код КОАТУУ — 3222788902.

## Местный совет
08073, Київська обл., Макарівський р-н, с. Яблунівка, вул. Радянська, 2